# Freightliner Trucks
Freightliner Trucks je ameriški proizvajalec tovornjakov. Podjetje je znano po težkih "class 8" tovornjakih, proizvaja pa tudi razrede "class 5-7". Freightliner je divizija podjetja Daimler Trucks North America, ki je sam del Daimler AG. 
- Gasilni tovornjak na šasiji Freightliner M2
- Avtobus na šasiji Freightliner FS-65
- 2010 Freightliner CL Columbia
- 2012 Freightliner M2